# خوسيه نورتن دي ماتوس
خوسيه نورتن دي ماتوس هو دبلوماسي وسياسي برتغالي، ولد في 23 مارس 1867 في بونتي دي ليما ‏ في البرتغال، وتوفي بنفس المكان في 3 يناير 1955. نشط حزبياً في Democratic Party (Portugal) ‏.

## مناصب
- انتخب حاكم الدولة أنغولا البرتغالية (1912 – 1915).
- انتخب وزير Ministry of the Colonies of Portugal  [لغات أخرى]‏ (19 يونيو 1915 – 22 يوليو 1915).
- انتخب وزير الخارجية  [لغات أخرى]‏ (12 يونيو 1916 – ).
- انتخب وزير الخارجية  [لغات أخرى]‏ (26 أكتوبر 1915 – 29 نوفمبر 1915).
- انتخب سفير سفارة البرتغال في المملكة المتحدة (يونيو 1924 – ).